# إفستاتيوس ألونيفتيس
إفستاتيوس ألونيفتيس (بالتركية: Efstathios Aloneftis)‏ (مواليد 29 مارس 1983 في لاكاتاميا) لاعب كرة قدم قبرصي دولي يجيد اللعب في خط الوسط . يلعب حاليا لصالح نادي أومونيا القبرصي منذ 2008 .

## مسيرته الكروية
لعب إفستاتيوس ألونيفتيس خلال مسيرته الاحترافية مع 4 أندية في عشرون موسمًا وسجل خلالها 71 هدفًا ضمن 380 مباراة. حيث فاز في ستة مواسم بالكأس وفي عشرة مواسم بالدوري.
خاض إفستاتيوس ألونيفتيس مسيرته مع نادي أومونيا في موسم 2000–01 في المرة الأولى ليلعب معه خمسة مواسم ثم في موسم 2008–09 ليلعب معه أربعة مواسم، مشاركًا طوالها في 168 مباراة سجل خلالها 41 هدفًا. ثم انتقل إلى نادي لاريسا في موسم 2005–06 ولمدة موسمين، حيث شارك في 54 مباراة سجل خلالها 8 أهداف. لينتقل بعدها إلى نادي إنيرجي كوتبوس في موسم 2007–08 لمدة موسم واحد، مشاركًا في 12 مباراة ولم يسجل أي هدف. ثم انتقل إلى نادي أبويل في موسم 2012–13 ليلعب معه ثمانية مواسم، مشاركًا في 146 مباراة سجل خلالها 22 هدفًا.

## روابط خارجية
- إفستاتيوس ألونيفتيس على موقع الاتحاد الدولي (مؤرشف)  (الإنجليزية)
- إفستاتيوس ألونيفتيس على موقع الاتحاد الأوربي (الإنجليزية)
- إفستاتيوس ألونيفتيس على موقع قاعدة بيانات كرة القدم.إي يو (الإنجليزية)
- إفستاتيوس ألونيفتيس على موقع ناشيونال فوتبول تيمز (الإنجليزية)
- إفستاتيوس ألونيفتيس على موقع Soccerbase.com (لاعب) (الإنجليزية)
- إفستاتيوس ألونيفتيس على موقع Soccerway.com (الإنجليزية)
- إفستاتيوس ألونيفتيس على موقع عالم كرة القدم.نت (الإنجليزية)
- إفستاتيوس ألونيفتيس على موقع AS.com (الإسبانية)